# 奧普代克 (伊利諾伊州)
奧普代克（英語：Opdyke）是位於美國伊利諾伊州傑佛遜縣的一個人口普查指定地區。

## 地理
奧普代克的座標為38°15′35″N 88°47′26″W / 38.25972°N 88.79056°W，而該地最高點為海拔高度156米（即512英尺）。

## 人口
根據2010年美國人口普查的數據，奧普代克的面積為1.36平方千米，當中陸地面積為1.36平方千米，而水域面積為0.00平方千米。當地共有人口254人，而人口密度為每平方千米186.76人。